# Републикански път II-66
Републикански път II-66 е второкласен път, част от Републиканската пътна мрежа на България, преминаващ по територията на области Сливен, Стара Загора и Пловдив. Дължината му е 127,6 km.
Пътят се отклонява надясно при 400,7 km на Републикански път I-6 югозападно от град Сливен и се насочва на югозапад през Сливенската котловина. На 4-тия км след началото си пресича река Тунджа, а след това преминава през Сливенските минерални бани и село Злати войвода, преодолява източната част на Сърнена Средна гора и при село Каменово навлиза в най-североизточната част на Горнотракийската низина – Новозагорското поле. Тук пътят последователно минава през селата Каменово и Съдиево и град Нова Загора, навлиза в Старозагорска област, преминава през село Подслон и достига до източната част на град Стара Загора. Заобикаля от югоизток и юг града и южно от село Богомилово се насочва на югозапад като навлиза в източните ниски разклонения на Чирпанските възвишения. Минава през село Ракитница, заобикаля от югоизток, юг и югозапад град Чирпан, след което продължава в западна посока. Последователно преминава през селата Плодовитово и Мирово, пресича река Марица, навлиза в Пловдивска област, минава през село Милево и в югоизточната част на село Поповица се свързва с Републикански път I-8 при неговия 253,1 km.
От Републикански път II-66 наляво и надясно се отклоняват 7 (седем) третокласни пътя от Републиканската пътна мрежа, в т.ч. 5 пътя с трицифрени номера и два пътя с четирицифрени номера:
- при 29,1 km, в северната част на град Нова Загора – надясно Републикански път III-662 (71,8 km) до град Елена;
- при 104,5 km, в южната част на град Чирпан – наляво Републикански път III-663 (57,3 km) до град Симеоновград;
- при 106,3 km, в западната част на град Чирпан – надясно Републикански път III-664 (31,4 km) до град Брезово;
- при 115,3 km, в село Плодовитово – наляво Републикански път III-667 (40,5 km) до град Асеновград;
- при 115,3 km, в село Плодовитово – надясно Републикански път III-666 (23,2 km) до град Брезово;

- при 4,2 km, източно от Сливенските минерални бани – наляво Републикански път III-6601 (39,4 km) през село Николаево, град Кермен и селата Гълъбинци и Межда до село Скалица при 31,7 km на Републикански път III-536;
- при 73,8 km, южно от селоБогомилово – надясно Републикански път III-6602 (31,8 km) през селата Богомилово, Старозагорски бани, Сулица, Лозен и Сладък кладенец до 30,1 km на Републикански път III-608 южно от село Пъстрово.

| Пътища, отклоняващи се надясно (населено място, № на пътя, посока на пътя) | км    | Пътища, отклоняващи се наляво (посока на пътя, № на пътя, населено място) |
| -------------------------------------------------------------------------- | ----- | ------------------------------------------------------------------------- |
| Община Сливен, Област Сливен, I-6, 400,7 km →                              | 0,0   | → 400,7 km, I-6, Област Сливен, Община Сливен                             |
|                                                                            | 4,2   | → 0,0 km, III-6601 (до с. Скалица)                                        |
| Сливенски минерални бани                                                   | 6,4   | → Сливенски минерални бани, общински път (за с. Ковачите)                 |
| (за с. Струпец) общински път, с. Злати войвода ←                           | 10,5  | → с. Злати войвода, общински път (за с. Ковачите)                         |
| (за с. Старо село) общински път ←                                          | 14    |                                                                           |
| Община Нова Загора                                                         | 16,7  | → общински път (за с. Коньово), Община Нова Загора                        |
| (за с. Научене) общински път, с. Каменово ←                                | 20,9  | с. Каменово                                                               |
| с. Съдиево                                                                 | 23,5  | → с. Съдиево, общински път (за с. Коньово)                                |
| (за с. Ценино) общински път, гр. Нова Загора ←                             | 28,2  | гр. Нова Загора                                                           |
| (до гр. Елена) III-662, 0,0 km, гр. Нова Загора ←                          | 29,1  | гр. Нова Загора                                                           |
| гр. Нова Загора                                                            | 30,1  | → гр. Нова Загора, 90,2 km, II-55 (до гр. Свиленград)                     |
| (от гр. Дебелец) II-55, 89,8 km, гр. Нова Загора →                         | 30,5  | гр. Нова Загора                                                           |
| (за с. Караново) общински път ←                                            | 34    |                                                                           |
| Община Стара Загора, Област Стара Загора                                   | 37,1  | Област Стара Загора, Община Стара Загора                                  |
| (за с. Братя Кунчеви) общински път, с. Подслон ←                           | 41,8  | ← с. Подслон, 16,0 km, III-5701 (от с. Сърнево)                           |
| (за с. Оряховица) общински път ←                                           | 45,1  | → общински път (за с. Хан Аспарухово)                                     |
| (за с. Дълбоки) общински път ←                                             | 49,6  | → общински път (за с. Горно Ботево)                                       |
| (за с. Колена) общински път ←                                              | 53,3  |                                                                           |
|                                                                            | 53,8  | → общински път (за с. Калитиново)                                         |
| (за с. Хрищени) общински път ←                                             | 54,5  |                                                                           |
| (от гр. Русе) I-5, 230,2 km, гр. Стара Загора →                            | 58,2  | гр. Стара Загора                                                          |
| гр. Стара Загора                                                           | 63,3  | → гр. Стара Загора, 0,0 km, II-57 (до с. Новоселец)                       |
| гр. Стара Загора                                                           | 64,4  | → гр. Стара Загора, 236,4 km, I-5 (до ГКПП Маказа - Нимфея)               |
| (за гр. Стара Загора) общински път ←                                       | 69,1  | → общински път (за с. Еленино)                                            |
| (за с. Богомилово) общински път ←                                          | 70,9  |                                                                           |
| (до 30,1 km на III-608) III-6602, 0,0 km ←                                 | 73,8  |                                                                           |
| с. Ракитница                                                               | 79,1  | → с. Ракитница, общински път (за с. Калояновец)                           |
| Община Чирпан                                                              | 81,4  | Община Чирпан                                                             |
| (за с. Яворово) общински път ←                                             | 82,9  |                                                                           |
|                                                                            | 84,7  | → общински път (за с. Яздач)                                              |
| (за с. Винарово) общински път ←                                            | 87,4  | → общински път (за с. Малко Тръново)                                      |
| автомагистрала „Тракия“, 185,0 km →                                        | 92,3  | → 185,0 km, автомагистрала „Тракия“                                       |
|                                                                            | 93,6  | → общински път (за с. Свобода)                                            |
|                                                                            | 96,5  | → общински път (за с. Воловарово)                                         |
| (за гр. Чирпан) общински път ←                                             | 101,6 |                                                                           |
| гр. Чирпан                                                                 | 103,2 | → гр. Чирпан, общински път (за с. Ценово)                                 |
| (от гр. Казанлък) III-608, 63,7 km, гр. Чирпан →                           | 104,5 | → гр. Чирпан, 0,0 km, III-663 (до гр. Симеоновград)                       |
| (до гр. Брезово) III-664, 0,0 km, гр. Чирпан ←                             | 106,3 | гр. Чирпан                                                                |
| Община Братя Даскалови                                                     | 110,8 | Община Братя Даскалови                                                    |
| автомагистрала „Марица“, 1,7 km →                                          | 112,3 | → 1,7 km, автомагистрала „Марица“                                         |
| (до гр. Брезово) III-666, 0,0 km, с. Плодовитово ←                         | 115,3 | → с. Плодовитово, 0,0 km, III-667 (до гр. Асеновград)                     |
| (за с. Опълченец) общински път, с. Мирово ←                                | 120,8 | с. Мирово                                                                 |
| Община Садово, Област Пловдив                                              | 122,7 | Област Пловдив, Община Садово                                             |
| с. Милево                                                                  | 123,8 | с. Милево                                                                 |
| (от ГКПП Калотина) I-8, 253,1 km, с. Поповица →                            | 127,6 | → с. Поповица, 253,1 km, I-8 (до ГКПП Капитан Андреево - Капъкуле)        |

Забележки
1. ↑  На протежение от 0,4 km (от км 30,1 до км 30,5) Републикански път II-66 се дублира с Републикански път II-55 от км 90,2 до км 84,8
2. ↑  На протежение от 6,2 km (от км 58,2 до км 64,4) Републикански път II-66 се дублира с Републикански път I-5 от км 230,2 до км 236,4